# Держава Юдея

Запропоноване розташування держави Юдея

Держава Юдея ( івр. מְדִינַת יְהוּדָה   , Medīnat Yəhuda ) - запропонована галахічна держава на Західному березі, висунута ізраїльськими поселенцями-євреями . Після того, як Організація визволення Палестини (ООП) заявила про існування Палестинської держави в 1988 р., Деякі поселенці-активісти (в першу чергу каганісти) побоювалися, що міжнародний тиск призведе до виходу Ізраїлю з Західного берега, і намагалися закласти основу для православної єврейської держави в Західному березі, якщо це станеться. Про створення цієї держави було оголошено в готелі в Єрусалимі 27 грудня 1988 року. Ветеран каганіст, Майкл Бен-Хорін, був оголошений президентом держави Юдея.  У січні 1989 року кілька сотень активістів зустрілися та оголосили про намір створити таку державу, якщо Ізраїль вийде.     
Ідея була відроджена після плану одностороннього  розмежування, що призвів до примусового виведення єврейських поселенців із сектора Гази Ізраїлем в 2005 році. У 2007 році Шалом Дов Вольпо запропонував створити нову державу на Західному березі в разі виведення Ізраїлю.  

## Прапор
Прапор Юдеї дуже схожий на прапор Ізраїлю. Як і на прапорі Ізраїлю, на ньому синій символ на білому тлі, між двома горизонтальними синіми смугами, але на відміну від прапора Ізраїлю символом є Менора Храму замість Давидової зірки . В іншій версії представлена зірка Давида іншого виду, ніж на прапорі Ізраїлю, разом із деякими іншими символами. 

## Зовнішні посилання
- The flourishing State of Judea. Haaretz. 17 грудня 2008. Архів оригіналу за 16 травня 2021. Процитовано 16 травня 2021.